# Roland Jupiter-4
De Roland Jupiter-4 is een analoge polyfone synthesizer die werd uitgebracht door Roland in 1978.
De Jupiter-4 is de eerste synth uit de "Jupiter"-serie van Roland. Tevens was het een van de eerste betaalbare polyfone synths (vier afzonderlijke stemmen die tevens synchroon met elkaar konden worden vermengd (stacking) tot één vette monofone stem) met 8 geheugenplaatsen en een fijne, trage LFO voor mooie filter sweeps.
Minder van kwaliteit waren de 10 preset-sounds, bereikbaar via kleurige knoppen onder het klavier. Niet alleen onhandig geplaatste knoppen, de geluiden die ze voortbrachten klonken ook totaal niet als "piano", "brass" (koper) of "strings" (violen). Een ander nadeel was het feit dat het ding ontstemd kon raken, hetgeen trouwens gebruikelijk was bij analoge synthesizers. Voor vreemde, psychedelische geluiden is het daarentegen een uitstekend instrument. Onder andere synthpop- en new wave-artiesten als Gary Numan, Thomas Dolby, The Cars, Simple Minds, The Human League, Duran Duran en Spandau Ballet ma(a)k(t)en gebruik van de Jupiter-4.
De arpeggiator was een populaire functie van de Jupiter-4 en deze kon voor die tijd dan ook vrij veel: op, neer, op en neer, en "random" (willekeurige nootkeuze).
Gedurende zijn tijd leed de Jupiter-4 al onder de populariteit van synthesizers als de Sequential Circuits Prophet 5 en de Oberheim OB-X. De Jupiter-4 werd rond 1981 opgevolgd door de veel succesvollere Jupiter-8.